# Walter Mruk

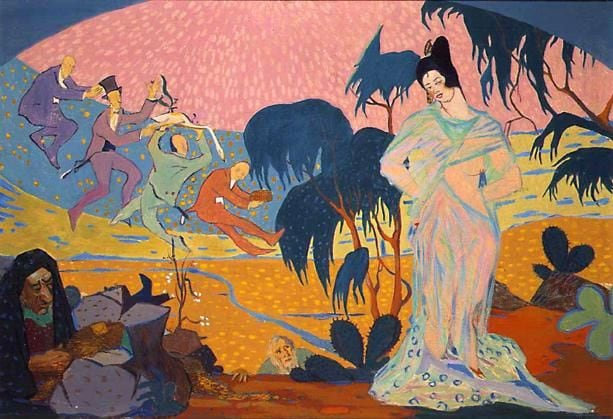
Walter Mruk: Homage to Mabel Dodge, 1919

Walter (Wladyslaw) Mruk (* 12. Mai 1883 in Buffalo, New York als Wladyslaw Mruk; † 31. Dezember 1942 in Santa Fe, New Mexico) war ein US-amerikanischer Maler und Mitglied der Künstlergruppe Los Cinco Pintores.

## Leben
Walter Mruk wurde als Wladyslaw Mruk in Buffalo, New York, als Sohn polnischer Einwanderer geboren. Er wuchs in der polnischen Gemeinde von Buffalo auf und war ein Jugendfreund des späteren Künstlers Jozef Bakos. Er studierte zunächst Betriebswirtschaft an einem örtlichen College, entschied sich dann aber gegen den Widerstand seiner Eltern für ein Kunststudium an der Albright Art School. 1920 reiste Walter Mruk mit seinem Freund Jozef Bakos und ihrem Lehrer John E. Thompson nach Santa Fe, New Mexico. Dort arbeitete er zunächst als Förster und später als Karikaturist für die Zeitung Santa Fe New Mexican. Im Herbst 1921 gründete er zusammen mit Will Shuster, Willard Nash, Fremont Ellis und Jozef Bakos die Künstlergruppe Los Cinco Pintores („Die fünf Maler“). Diese avantgardistische Gruppe setzte sich für eine moderne, farbintensive Malerei ein und distanzierte sich von der traditionellen akademischen Kunst, die damals in der Künstlerkolonie Taos vorherrschte. Ihre erste Ausstellung fand im Dezember 1921 im Museum of Fine Arts in Santa Fe statt.
Die Künstler bauten sich mit geringen finanziellen Mitteln eigene Häuser entlang des Camino del Monte Sol im heutigen Künstlerviertel Canyon Road in Santa Fe. 1923 entstand die Gruppe New Mexico Painters, der sich Walter Mruk 1924 anschloss. Diese Gruppe stellte in Museen und Galerien in den Vereinigten Staaten aus, darunter das Art Institute of Chicago, das Los Angeles County Museum und das San Diego Museum. Die Los Cinco Pintores lösten sich 1926 auf, als ihre Mitglieder sich künstlerisch weiterentwickelt hatten und eigene Wege gingen. Walter Mruk blieb weiterhin in der Kunstszene aktiv und trug dazu bei, Santa Fe als bedeutende Künstlerkolonie zu etablieren.

## Werk
Walter Mruk war für seine modernistischen Gemälde bekannt, die häufig die Landschaft und Kultur des amerikanischen Südwestens darstellten. Seine Werke wurden in verschiedenen Museen ausgestellt, darunter das Museum of New Mexico in Santa Fe, das Panhandle-Plains Historical Museum in Canyon, Texas, und das Stark Museum of Art in Orange, Texas.